# Brigitte Nielsen
Brigitte Nielsen (phát âm tiếng Đan Mạch: [ˈbʁigedə ˈnelsn̩] tên lúc sinh là Gitte Nielsen; 15 tháng 7 năm 1963) là một nữ diễn viên, người mẫu, ca sĩ và nhân vật truyền hình thực tế người Đan Mạch, người bắt đầu sự nghiệp người mẫu cho Greg Gorman và Helmut Newton và vài năm sau đó đã tham gia bộ phim năm 1985 Red Sonja và Rocky IV. Cô cũng được biết đến với cuộc hôn nhân với Sylvester Stallone, người mà cô đóng vai chính trong bộ phim Cobra năm 1986. Cô đóng vai Karla Fry trong Beverly Hills Cop II (1987), đóng chung với Eddie Murphy và đóng vai Phù thủy đen trong sê-ri phim Fantaghiro của Ý giữa năm 1992.
Những thành tích của Nielsen được đưa tin rất nhiều trên các phương tiện giải trí vào những năm 1980 và báo chí thế giới bắt đầu gọi cô là "Amazon"  bevì tầm vóc cao lớn của cô. Sau đó, cô đã xây dựng một sự nghiệp với sự tham gia của các bộ phim B và dẫn chương trình truyền hình, và trong những năm 2000, để xuất hiện trên các chương trình thực tế. Năm 2008, cô xuất hiện trên chương trình thực tế nổi tiếng Rehab cùng với bác sĩ Drew, trong đó mô tả cô và một số người nổi tiếng khác đối phó với sự phục hồi từ nghiện ma túy và rượu. Vào năm 2012, cô đã giành được mùa thứ sáu của Ich bin ein Star - Holt mich hier raus!, Phiên bản tiếng Đức của Tôi là Người nổi tiếng... Đưa tôi ra khỏi đây! và nhận được nhiều cuộc gọi nhất từ khán giả truyền hình trong toàn bộ chương trình, xếp thứ 1 với 30% 50% tổng số cuộc gọi. 